# Vrnjačka Banja

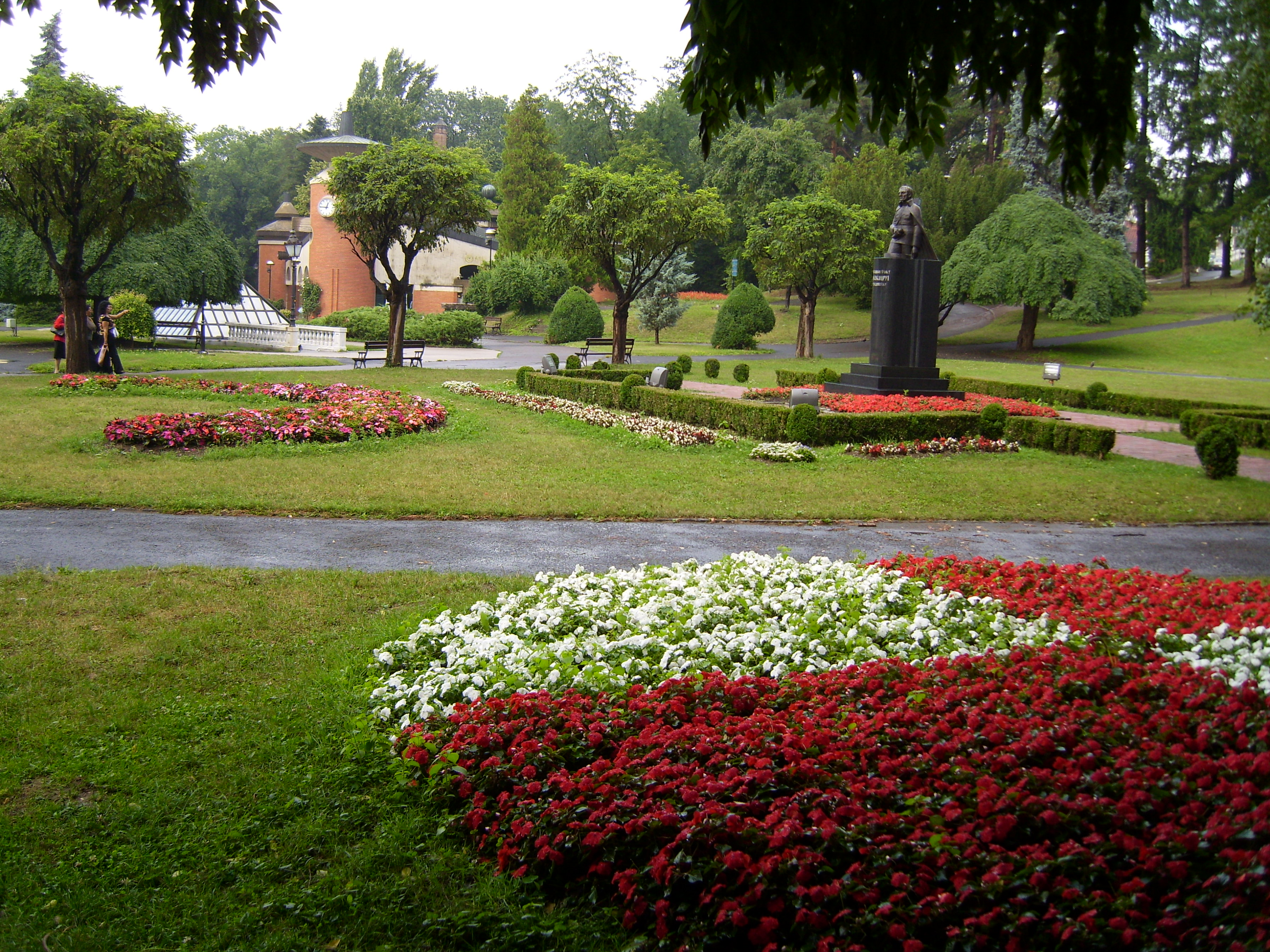
Park v centru města

Vrnjačka Banja (v srbské cyrilici Врњачка Бања) je město v centrálním Srbsku, v Rašském okruhu. Patří k menším městům; v roce 2011 měla 10 004 obyvatel. Jedná se o největší a nejpopulárnější lázeňské město v Srbsku.

## Název
Obdobně jako v případě řady dalších lázní na území Srbska vznikl i tento název odvozeninou od nedaleké lokality (v tomto případě Vrnjci) a doplněním označení pro lázně, v srbštině Banja.

## Poloha
Nachází se v údolí říčky Vrnjačka reka, kolem které vyvěrá celá řada léčivých pramenů. Jižně od města leží vrchol Goč (1602 m), kde jsou oblíbené zimní sporty, a severně od něho řeka Zapadna Morava, jejímž údolím vedou také četné dopravní tepny (železnice, silnice celostátního významu). V nedalekém Trsteniku se navíc nachází letiště. 

## Klimatické poměry
Podnebí je zde mírné a ovlivněno je nedalekými horami (z jižní strany). Léta jsou teplá s chladnými rány a večery, neboť z pohoří Goča směrem k Západní Moravě vanou často větry. V zimě často sněží, nejsou ale typické třeskuté mrazy. Průměrná roční teplota zde činí 10,5 °C, průměrná letní potom 20 °C.

## Obyvatelstvo
Spolu s opštinou Vrnjačka Banja má město 27 332 obyvatel.

## Historie

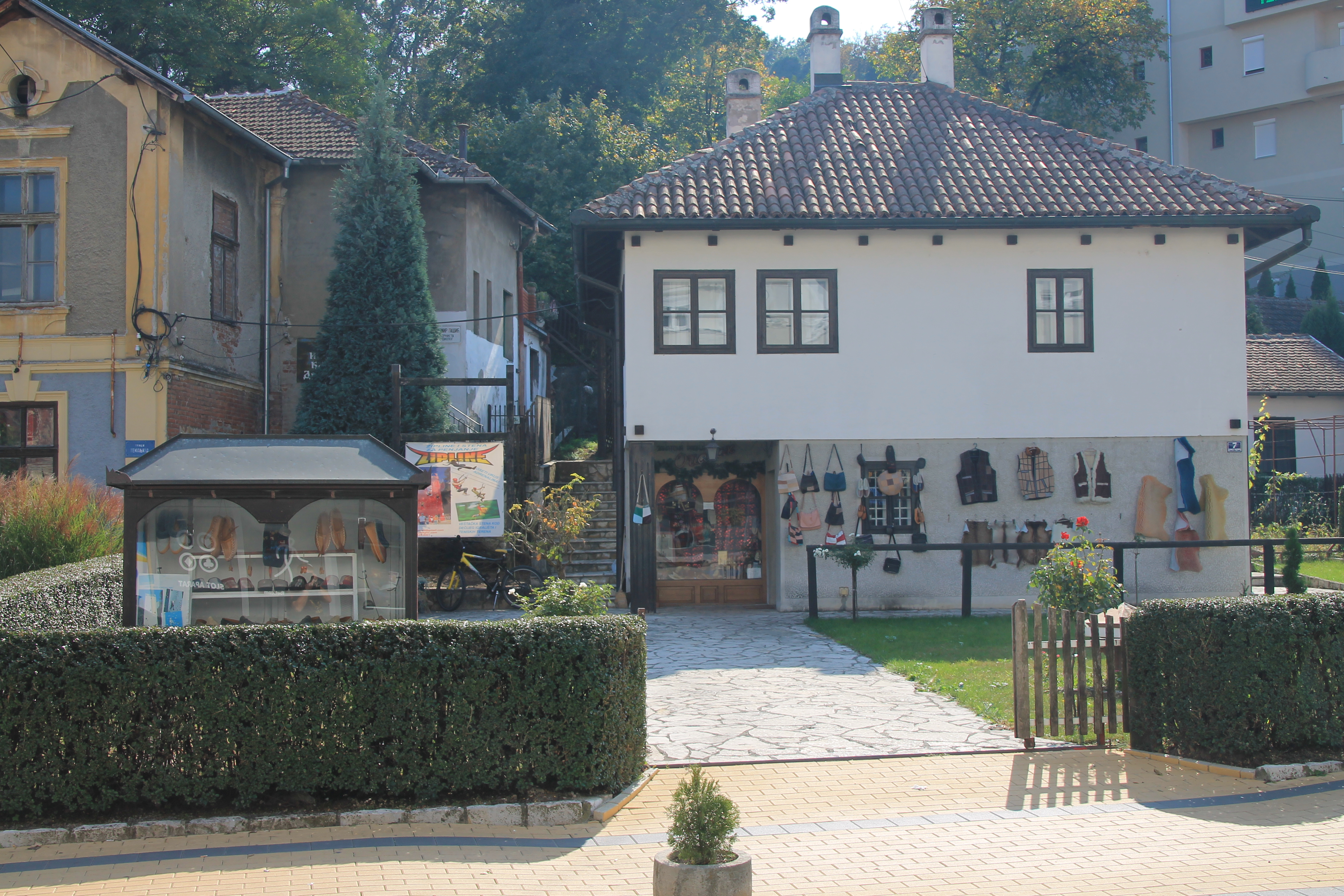
Domy ve městě.

Nejspíše již v období antiky se zde nacházelo místo, kde se zastavovali římští vojáci a využívali místních pramenů pro léčení různých zranění nebo nemocí. Dodnes tuto tradici připomíná název Fons Romanus. 
Území dnešního města bylo k Srbsku připojeno v roce 1833. Později zde byl postaven pravoslavný kostel a začalo vznikat menší sídlo. August von Herder nechal na příkaz srbského panovníka prozkoumat minerální prameny v regionu.
Až v 60. letech 19. století byly ale místní prameny využívány pro léčebné účely. Rozvoj lázní řídila Zakladatelská společnost (srbsky Osnivačko društvo) z nedalekého Kruševace. První chemická analýza místních vod byla provedena v roce 1875. V 80. letech 19. století převzal rozvoj lázní srbský stát a na přelomu 19. a 20. století zde byl postupně vybudován vodovod a zavedena elektrická energie. V roce 1910 sem potom byla zavedena i železnice (údolím řeky Západní Moravy; trať Požega–Stalać). V roce 1929 tu byla postavena i menší elektrárna, která umožnila další rozvoj sídla. Roku 1941 zde bylo otevřeno i první gymnázium (jen několik měsíců před německou okupací. Dne 14. října 1944 bylo město osvobozeno od nacistické okupace. V 80. letech 20. století lázně navštěvovalo 200 000 lidí ročně.

## Minerální prameny
Ve městě se nachází celkem sedm minerálních pramenů. Některé z nich jsou také stáčeny a poté prodávány na území bývalé Jugoslávie (od roku 1970). Teplé prameny mají teplotu 37 °C a chladnější prameny potom mezi 17 °C a 14 °C. Prameny jsou využívány na léčení různých nemocí, např. cukrovky. Většina pramenů (např. místní římský pramen a další) se nachází v centrálním parku, ke kterému ještě přiléhají parky s názvem Čajkino brdo, Snežnik a Jezero.

## Pamětihodnosti
Ve Vrnjačkoj Banji se nachází palác Belimarkovićů, chrám narození přesvaté Bohorodice. Mezi muzea potom patří Muzeum lázeňské léčby (srbsky Muzej banjskog lečenja).

## Sport
Ve městě stojí sportovně-rekreační centrum s názvem Raj, které zahrnuje tři fotbalová hřiště a atletickou dráhu. Krytá hala nese název po Vladu Divacovi. V roce 2001 zde také působila fotbalová škola.